# Belfry Beach
Belfry Beach – plaża (beach) w kanadyjskiej prowincji Nowa Szkocja, w hrabstwie Cape Breton, na północno-zachodnim wybrzeżu zatoki Fourchu Bay (45°46′32″N, 60°11′29″W); nazwa urzędowo zatwierdzona 20 lutego 1976.